# Хау'ула (Хаваји)
Хау'ула (енгл. Hauula) насељено је место за статистичке потребе у америчкој савезној држави Хаваји. По попису становништва из 2010. у њему је живело 4.148 становника.

## Демографија
Према попису становништва из 2010. у граду је живело 4.148 становника, што је 497 (13,6%) становника више него 2000. године.
| Група             | 2000.       | 2010.       |
| Белци             | 590 (16,2%) | 702 (16,9%) |
| Афроамериканци    | 28 (0,8%)   | 22 (0,5%)   |
| Азијати           | 209 (5,7%)  | 251 (6,1%)  |
| Хиспаноамериканци | 358 (9,8%)  | 353 (8,5%)  |
| Укупно            | 3.651       | 4.148       |